# Krematorium v Semilech
Krematorium v Semilech se nachází severně od semilského zámku v ulici Vysocká u Palackého sadů.

## Historie
Již od roku 1931 zastupitelé Semil zvažovali zřídit ve městě krematorium. Budovu navrhl a realizoval architekt Josef Schejbal roku 1937 jako jedno z prvních elektrických krematorií ve střední Evropě. Freskovou výzdobu ve vnitřních prostorách provedl akademický malíř Alois Doležel z Prostějova, žák Maxe Švabinského.

### Popis
Půdorys objektu je souměrný ve tvaru kříže. Vně je budova členěna pouze lizénami a ve svém průčelí je prolomena třemi vertikálními pásovými okny. Z obou stran přiléhají k ústřední obřadní síni nižší křídla technické a správní budovy. Obřadní síň je přístupná z prostor bez dekorací a osvětlují ji okna s abstraktními vitrážemi. Vnější podoba stavby je civilní a vychází z novoklasicistní moderny.

### Po roce 1989
Budova je od roku 1988 využívána pouze jako obřadní síň a kremace se zde již neprovádějí. Obklopuje ji městský hřbitov, kolumbárium je umístěno ve vnitřních prostorách.